# Minilimosina fungicola
Minilimosina fungicola är en tvåvingeart som först beskrevs av Alexander Henry Haliday 1836.  Minilimosina fungicola ingår i släktet Minilimosina och familjen hoppflugor. Arten är reproducerande i Sverige. Inga underarter finns listade i Catalogue of Life.